# 郭美美
郭美美（クオ・メイメイ、英語名 : ジョシー・クオ）は、シンガポール出身の女性歌手。

## プロフィール
身長160cm、体重40kg。趣味は歌を歌うこと、雑誌を読むこと、猫と遊ぶこと。
2004年、シンガポールのオーディション番組「全民偶像星登場」で優勝し、2005年5月13日、「老鼠愛大米」（インターネットで火がつき中国で大ヒットした曲のカバー）で歌手デビュー。そしてワーナーミュージック台湾と契約し、2006年1月13日に1stアルバム「不怕不怕」で台湾デビュー。シンガポールで活動していたときは顔を出さずに活動していたが台湾デビューを期に顔を公開して活動を始める。
日本での知名度は高くないが、日本でも流行った「Dragostea Din Tei（恋のマイアヒ）」を北京語でカバーした「不怕不怕」のサビ部分が日本語で「感じちゃうな ウハウハラ」と歌っているように聞こえることから日本人の間でちょっとした話題となった（実際は「看見蟑螂 我不怕不怕啦（ゴキブリを見ても怖くない）」と歌っている）。日本での活動は無い。

## 音楽作品
- シングル「老鼠愛大米」（シンガポール）
- シングル「不怕不怕」（シンガポール）
- アルバム「不怕不怕」（台湾・2006年1月）
- アルバム「我的答鈴」（台湾・2007年10月）
- アルバム「我是郭美美」（シンガポール・2010年3月 / 台湾・2010年4月）